# Stationsplein

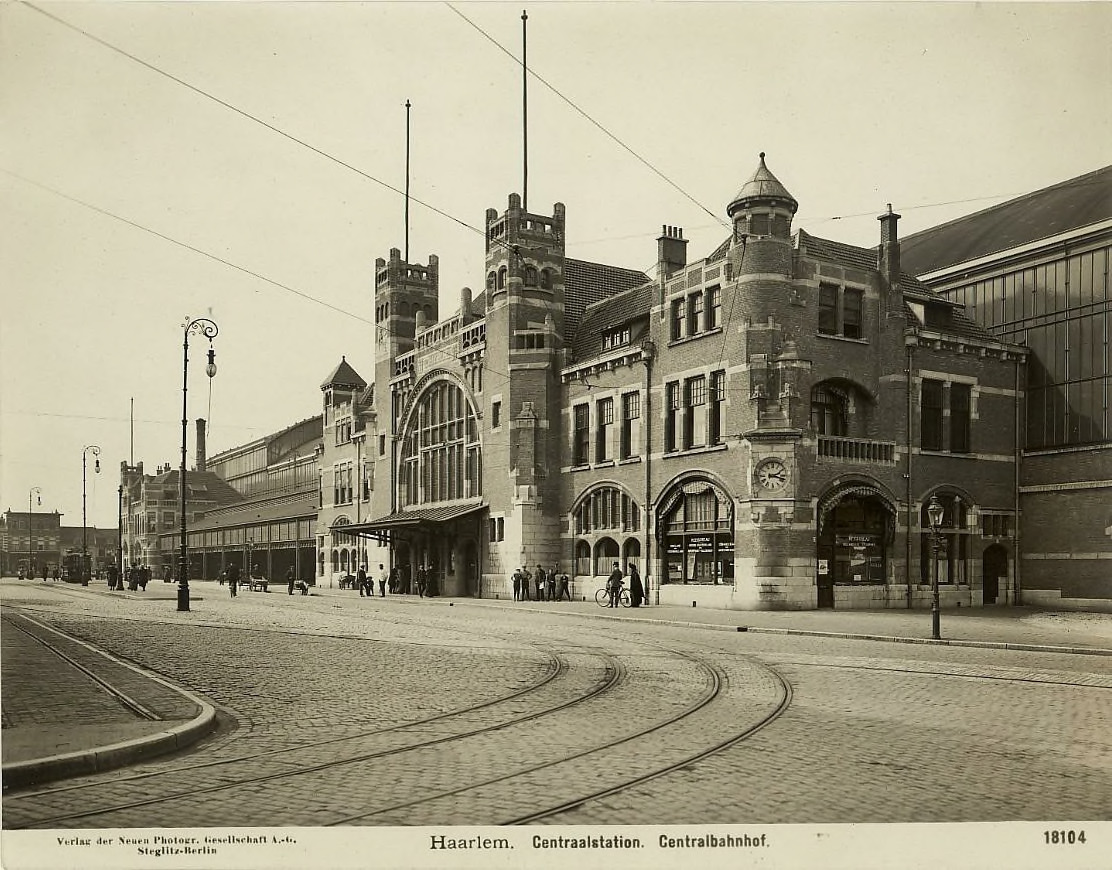
Het Stationsplein in Haarlem begin 20e eeuw

Een stationsplein is een plein voor het (belangrijkste) spoorwegstation van een stad of dorp. Het is een verkeersknooppunt dat vaak dient als ontmoetingsplaats en dat fungeert als visitekaartje voor een stad.
In Nederland kennen de grotere steden bijna alle een stationsplein voor het belangrijkste station van de stad, waar in veel gevallen ook veel trams en bussen een halte hebben. "Stationsplein" wordt in deze gevallen vaak als straatnaam gebruikt. Zo hebben Amsterdam, Rotterdam, Utrecht, Arnhem en Haarlem een plein dat Stationsplein wordt genoemd. Het Stationsplein van Den Haag ligt bij station Den Haag Hollands Spoor.
Het stationsplein ligt veelal aan de rand van het oude centrum van een stad, doordat het station meestal in de 19e eeuw net buiten de stadswallen werd aangelegd.